# Groupe des quinze
Ne doit pas être confondu avec Groupe des XV.
 (août 2009).
Si vous disposez d'ouvrages ou d'articles de référence ou si vous connaissez des sites web de qualité traitant du thème abordé ici, merci de compléter l'article en donnant les références utiles à sa vérifiabilité et en les liant à la section « Notes et références ».
Le Groupe des quinze (G15) est une coalition de dix-huit pays étant membres ou observateurs du Mouvement des non-alignés (NAM) : 
- Algérie
- Argentine
- Brésil
- Égypte
- Chili
- Iran
- Jamaïque
- Kenya
- Inde
- Indonésie
- Malaisie
- Mexique
- Nigeria
- Sénégal
- Sri Lanka
- Venezuela
- Zimbabwe

Le G15 a été créé lors du IXe congrès du NAM à Belgrade en Yougoslavie du 4 au 7 septembre 1989 et comptait à l'époque quinze membres, d'où l'appellation G15. Il sert à faire concurrence aux autres organisations économiques telles que l'organisation mondiale du commerce (OMC) et surtout le Groupe des sept (économie) (G7). Il est basé à Genève.
L'Iran présida le G15 en 2006 au XIVe congrès du NAM à La Havane à Cuba.